# ハーディー (アッバース朝カリフ)
ハーディー（764年 - 786年9月14日）は、アッバース朝の第4代カリフ（在位: 785年 - 786年）。

## 生涯
父は第3代カリフのマフディー。母は南アラビアのイエメン出身の元女奴隷・ハイズラーン。名はムーサーともいわれる。
785年に父が死去したため、後を継いだ時は21歳であり、その治世は2年と続かなかった。彼は強情頑迷にして冷酷な人間であったが、同時に勇敢で精力に富み、文学を好んだという。権力を分担させることを嫌い、同母弟のハールーン・アッ＝ラシードを斥け、亡父の遺言に逆らい常に次期継承者をハールーンではなく自分の子のジャーファルに改めようと策動した。夫の死後も国事に勢力をふるおうとしていた母のハイズラーンとの間も不和であり、ハーディーの死の直前にようやく和解が成り立ったくらいだった。彼自身の遺言により、ハールーンがカリフ位を継いだ。残された子は男子7名、女子2名あって、娘の一人ウム・イーサは後にハールーンの子マアムーンと結婚した。